# Anna Fougez
Maria Annina Laganà Pappacena, conocida como Anna Fougez (Tarento, Apulia; 9 de julio de 1894 – Santa Marinella, Roma, 11 de septiembre de 1966), fue una actriz y cantante italiana.
Nacida en Tarento, Italia, a los 6 años Pappacena quedó huérfana de padre y madre, y fue adoptada por su tía. Fue una niña prodigio, debutando como cantante de café-concierto a los ocho años, y a los nueve ya era una estrella, actuando como cantante de canzone napoletana en Milán, París y Nápoles. Adoptó su nombre artístico como homenaje a la cantante francesa Eugénie Fougère.
Mientras que en aquella época el éxito de los artistas de variedades era en general breve y efímero, Fougez fue una auténtica diva durante varias décadas y la artista italiana mejor pagada de su tiempo. Entre las razones de su éxito asegurado se encuentran su habilidad para elegir el repertorio y adaptarlo a su figura, su peculiar belleza, más elegante y muy diferente a la de las demás actrices de su época, su facilidad para relacionarse con el público y su particular vestuario, que en su mayoría dibujaba ella misma y que influyó en la moda italiana de la época. También mantuvo buenas relaciones con el fascismo y, poco antes de la marcha sobre Roma, compuso e interpretó ante Benito Mussolini la canción "Fox-trot di Mussolini".
Entre la segunda mitad de la década de 1910 y principios de la de 1920, Fougez protagonizó varias películas mudas de buen éxito. En 1928, junto con su segundo esposo, el bailarín francés René Thano, fundó su propia compañía de revistas, "Grande rivista italiana". En 1931 escribió sus memorias, Il mondo parla ed io passo (i.e. "The world speaks and I pass"). En 1940, aún famosa, se retiró del mundo del espectáculo.